# Justin Morneau
Justin Ernest George Morneau (15 de mayo de 1981) es un ex primera base canadiense de béisbol profesional que disputó 14 temporadas en las Grandes Ligas.
Debutó en las Grandes Ligas en 2003 con los Minnesota Twins, equipo con el que ganó un premio de Jugador Más Valioso de la Liga Americana en 2006, dos Bates de Plata y cuatro invitaciones consecutivas al Juego de Estrellas. Posteriormente, jugó con los Pittsburgh Pirates, Colorado Rockies y Chicago White Sox.

## Carrera profesional

### Minnesota Twins
Morneau fue seleccionado en la tercera ronda del draft de 1999 por los Mellizos de Minnesota. Durante seis temporadas en las ligas menores, bateó para promedio de .310 con 87 jonrones y 153 carreras impulsadas, y participó en el Juego de Futuras Estrellas de 2002 y 2004.
Debutó en Grandes Ligas el 10 de junio de 2003 ante los Rockies de Colorado, bateando un sencillo en el primer turno al bate de su carrera. En total bateó para promedio de .226 con cuatro jonrones en su temporada de novato, la cual pasó su mayor parte en la filial Clase AAA Rochester Red Wings.
En 2004, luego del traspaso de Doug Mientkiewicz a los Medias Rojas de Boston, Morneau se convirtió en el primera base titular de los Mellizos. En 74 juegos y 280 turnos al bate, bateó 19 jonrones e impulsó 58 carreras.
En 2005, varios problemas físicos a inicio de temporada mermaron su desempeño. Sin embargo, bateó 22 jonrones e impulsó 79 carreras para los Mellizos.

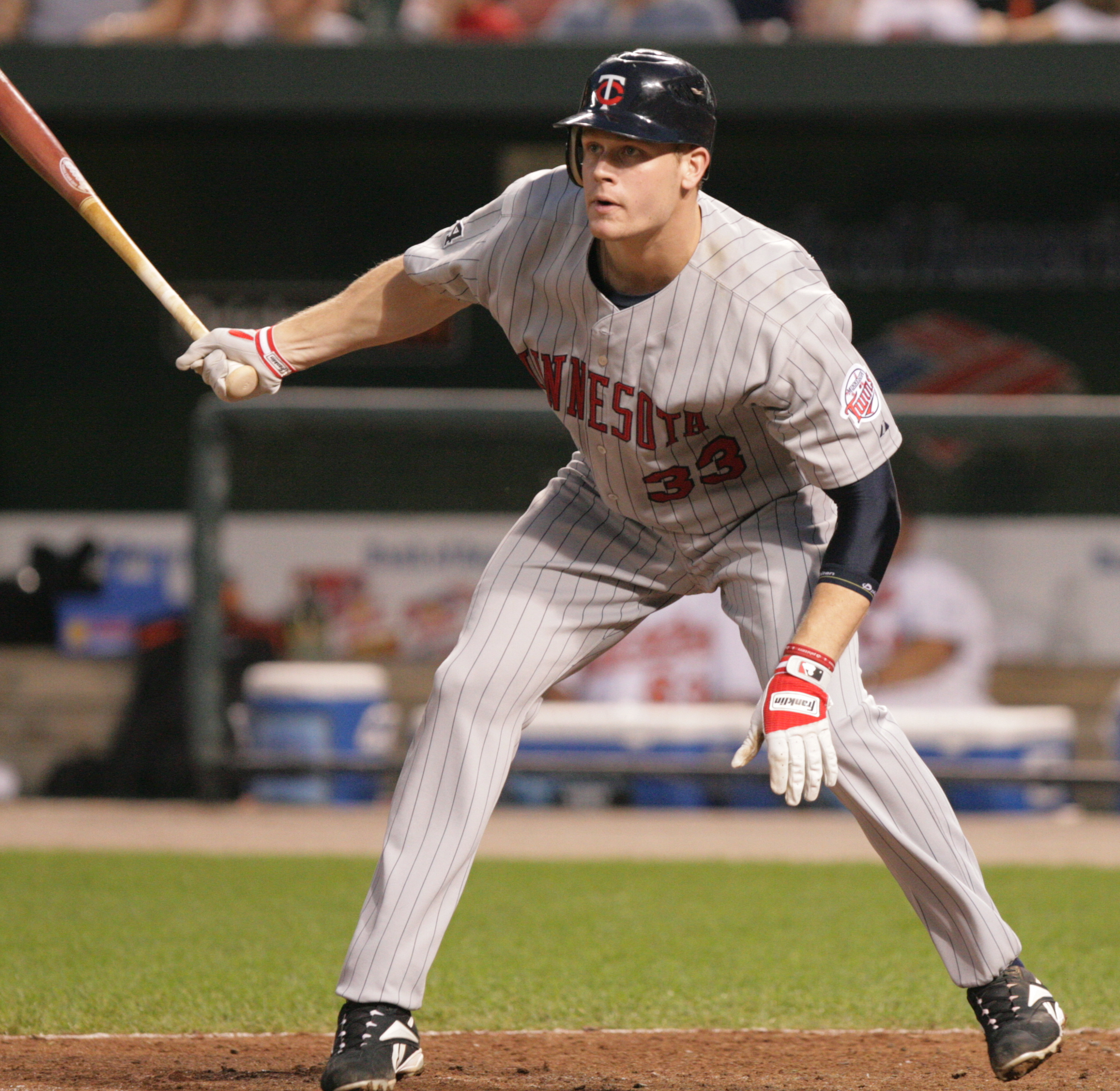
Morneau bateando para los Mellizos de Minnesota en 2006.

Antes de iniciar la temporada 2006, Morneau participó en el Clásico Mundial de Béisbol 2006 con el equipo de Canadá. Tuvo un lento inicio de temporada, pero a partir de junio explotó ofensivamente, llegando a formar parte de los líderes en varias categorías ofensivas de la Liga Americana. El 8 de agosto se convirtió en el primer jugador de los Mellizos desde 1987 en batear 30 jonrones una misma temporada. Finalizó la campaña con promedio de .321, 34 jonrones y 130 impulsadas. Fue galardonado con el Bate de Plata como primera base y con el premio de Jugador Más Valioso de la Liga Americana, el primer canadiense en ganar dicho premio en esta liga y el segundo en ganarlo en las Grandes Ligas (Larry Walker ganó el premio en la Liga Nacional en 1997).
En 2007, Morneau fue invitado a su primer Juego de Estrellas. El 6 de julio, ante los Medias Blancas de Chicago, tuvo su primer juego con tres jonrones conectados. Finalizó la temporada con 31 jonrones en 157 juegos disputados.
En 2008, Morneau firmó un contrato por seis años y $80 millones con los Mellizos. Respondió a su nuevo contrato participando en los 163 juegos de los Mellizos durante la temporada regular, dejando promedio de .300 con 23 jonrones y 129 carreras impulsadas. Finalizó en segundo lugar en la votación al Jugador Más Valioso de la Liga Americana, por detrás de Dustin Pedroia y por delante de Kevin Youkilis.
En 2009, Morneau bateó 30 jonrones, pero una lesión en la espalda lo obligó a perderse la temporada desde el 14 de septiembre, incluyendo la postemporada.
En 2010, inició la campaña con buen rendimiento, bateando .345 hasta la pausa del Juego de Estrellas, al cual fue convocado directamente por los fanáticos para ser el primera base titular. Sin embargo, no participó debido a una concusión que sufrió el 7 de julio, y terminó perdiéndose el resto de la temporada debido al síndrome posconmoción.
En 2011, Morneau sufrió una temporada llena de lesiones. Participó en solo 69 juegos, bateando para un bajo promedio de .227 con cuatro jonrones y 30 impulsadas.
En 2012, disfrutó de una campaña más saludable, participando en 134 juegos y bateando .257 con 19 jonrones y 77 impulsadas como el primera base regular de los Mellizos.
En 2013, antes de ser traspasado el 31 de julio, jugó 127 partidos para los Mellizos bateando .259 con 17 jonrones y 74 impulsadas.

### Pittsburgh Pirates
El 31 de agosto de 2013, Morneau fue traspasado a los Piratas de Pittsburgh a cambio de Alex Presley y un jugador a ser nombrado posteriormente (Duke Welker). Debutó con los Piratas el 1 de septiembre como primera base utilizando el número 66.

### Colorado Rockies
El 3 de diciembre de 2013, Morneau firmó un contrato por dos años y $14 millones con los Rockies de Colorado, quedando pendiente del examen físico, el cual se hizo oficial el 13 de diciembre. Morneau ganó el título de bateo de la Liga Nacional en 2014, con un promedio de .319.

### Chicago White Sox
El 9 de junio de 2016, Morneau fue firmado por los Medias Blancas de Chicago por un año y $1 millón, colocándolo inmediatamente en la lista de lesionados de 15 días mientras se recuperaba de una operación en el codo. Al incorporarse a la plantilla a mediados de julio, tuvo un impacto inmediato en la alineación ofreciendo además liderazgo al equipo. Finalizó la temporada 2016 con promedio de .261, seis jonrones y 25 impulsadas en 203 turnos al bate.